# Arezio
Arezio  è un nome proprio di persona italiano maschile.

## Varianti
- Maschili: Aresio[1]
- Femminili: Arezia[2]

### Varianti in altre lingue
- Catalano: Areci[3], Ares[3]
- Latino: Aretius[1][3], Aresius[1]
- Spagnolo: Arecio[3], Aresio[3]

## Origine
Nome di origine incerta. Secondo alcune fonti è di etimologia greca, e si tratterebbe di un nome teoforico riferito al dio greco Ares (quindi "relativo ad Ares"), oppure basato sul termine ὰρετή (arete, "virtù", "valore").
Altre fonti tentano invece un collegamento con il nome della città di Arezzo (quindi sarebbe un etnonimo col significato di "abitante di Arezzo").
Il nome compare nella traduzione italiana del XVI libro dell'Odissea di Omero:

## Onomastico
L'onomastico si festeggia il 4 giugno in ricordo di sant'Arezio, martire a Roma con san Daciano.

## Persone

### Variante Arecio
- Arecio Colmán, calciatore paraguaiano